# Districtul Kecskemét
Kecskemét (în maghiară Kecskeméti járás) este un district în județul Bács-Kiskun, Ungaria.
Districtul are o suprafață de 1212,21 km2 și o populație de 156.413 locuitori (2013).